# لوئیس د ولاسکو
لوئیس د ولاسکو (انگلیسی: Luis de Velasco, marqués de Salinas؛ ۱ ژانویهٔ ۱۵۳۹ – ۷ سپتامبر ۱۶۱۷) یک سیاست‌مدار اهل اسپانیا و هشتمین فرمانروای اسپانیای نو بود.